# Реми, Эндрюс
Эндрюс Реми (англ. Andrus Remy; род. 1 сентября 1993, Маршан, Кастри) — сент-люсийский футболист, нападающий антигуанского «Гренадеса».

## Биография
Эндрюс Реми родился 1 сентября 1993 года в районе Маршан прихода Кастри в Сент-Люсии.
Играет в футбол на позиции нападающего. В 2015—2017 годах выступал за сент-люсийский «Маршан». В 2018 году перешёл в сент-люсийский Б1, но вскоре снова вернулся в «Маршан».
С 2018 года выступает за антигуанский «Гренадес». В сезоне-2018/19 стал бронзовым призёром чемпионата Антигуа и Барбуды, в сезоне-2019/20 — чемпионом.
В 2018—2019 годах провёл 6 матчей за сборную Сент-Люсии. Дебютировал 7 сентября 2018 года в Норт-Саунде в матче квалификационного раунда Лиги наций КОНКАКАФ против Антигуа и Барбуды (3:0), провёл полный матч и забил гол на 67-й минуте, который стал для Реми единственным в составе национальной команды.

## Достижения

#### «Гренадес»
- Чемпион Антигуа и Барбуды (1): 2019/20.
- Бронзовый призёр чемпионата Антигуа и Барбуды (1): 2018/19.